# Earl of Lindsey

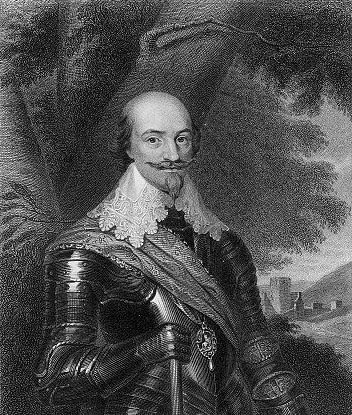
Robert Bertie, 1. Earl of Lindsey

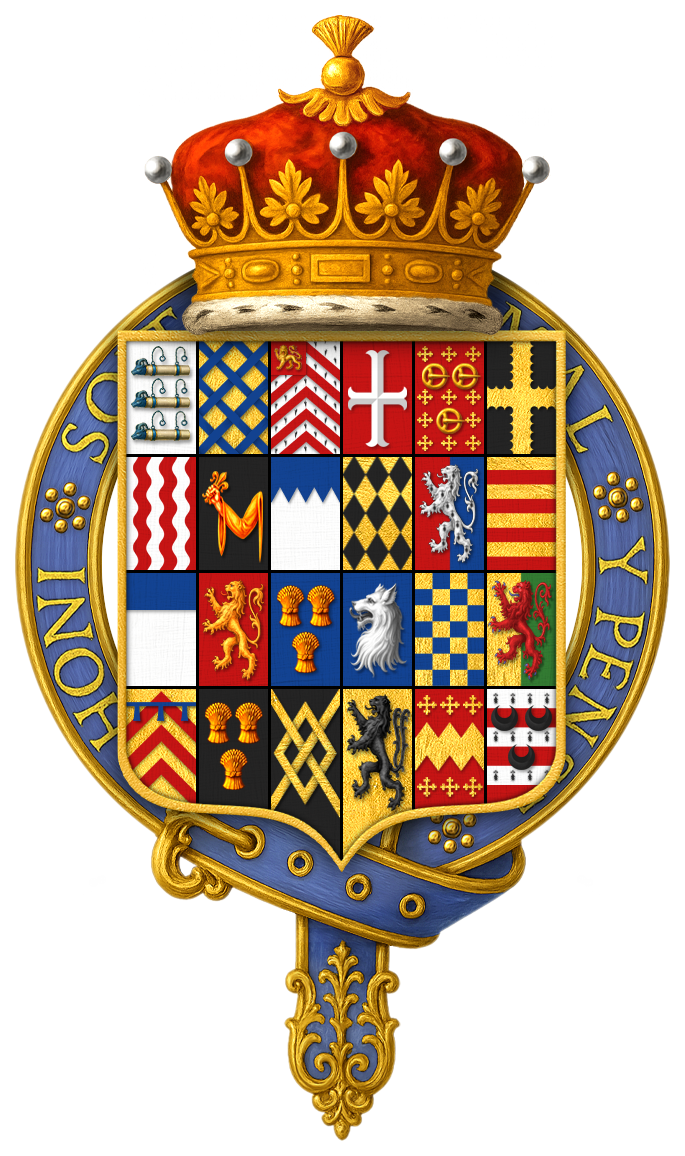
Wappen des 1. Earls of Lindsey

Heutiges Wappen des Earls of Lindsey and Abingdon

Earl of Lindsey ist ein erblicher britischer Adelstitel in der Peerage of England, der nach der englischen Region Lindsey in Lincolnshire benannt ist.
Stammsitz der Familie ist Gilmilnscroft House bei Mauchline in East Ayrshire.

## Verleihung, nachgeordnete und weitere Titel
Der Titel wurde am 22. November 1626 für Robert Bertie, 14. Baron Willoughby de Eresby geschaffen. Er hatte von seinem Vater 1601 den 1313 als Barony by writ in der Peerage of England geschaffenen Titel Baron Willoughby de Eresby geerbt.
Der 4. Earl wurde in der Peerage of England am 21. Dezember 1706 zum Marquess of Lindsey und in der Peerage of Great Britain am 26. Juli 1715 zum Duke of Ancaster and Kesteven erhoben.
Beim Tod des 4. Duke fiel die Baronie Willoughby de Eresby 1779 zunächst in Abeyance und später in weiblicher Erbfolge an eine andere Linie der Familie. Die übrigen Titel erbte sein Onkel als 5. Duke. Bei dessen Tod 1809 erloschen das Dukedom und das Marquessate. Das Earldom erbte sein Cousin 3. Grades als 9. Earl of Lindsey.
Beim Tod des 12. Earl of Lindsey fiel der Titel an dessen Urgroßneffen 5. Grades, Montagu Towneley-Bertie als 13. Earl of Lindsey. Aufgrund des sehr entfernten Verwandtschaftsgrades dauerte es bis 1951 bis sein Erbanspruch rückwirkend anerkannt wurde. Montagu Towneley-Bertie führte bereits seit 1938 die Titel 8. Earl of Abingdon (geschaffen 1682) und 12. Baron Norris de Rycote (geschaffen 1572), beide in der Peerage of England. Die beiden Earldoms sind seither vereinigt.

## Liste der Earls of Lindsey (1626)
- Robert Bertie, 1. Earl of Lindsey (1582–1642)
- Montagu Bertie, 2. Earl of Lindsey (1608–1666)
- Robert Bertie, 3. Earl of Lindsey (1630–1701)
- Robert Bertie, 1. Duke of Ancaster and Kesteven, 4. Earl of Lindsey (1660–1723)
- Peregrine Bertie, 2. Duke of Ancaster and Kesteven, 5. Earl of Lindsey (1686–1742)
- Peregrine Bertie, 3. Duke of Ancaster and Kesteven, 6. Earl of Lindsey (1714–1778)
- Robert Bertie, 4. Duke of Ancaster and Kesteven, 7. Earl of Lindsey (1756–1779)
- Brownlow Bertie, 5. Duke of Ancaster and Kesteven, 8. Earl of Lindsey (1729–1809)
- Albemarle Bertie, 9. Earl of Lindsey (1744–1818)
- George Bertie, 10. Earl of Lindsey (1814–1877)
- Montague Bertie, 11. Earl of Lindsey (1815–1899)
- Montague Bertie, 12. Earl of Lindsey (1861–1938)
- Montagu Towneley-Bertie, 13. Earl of Lindsey, 8. Earl of Abingdon (1887–1963)
- Richard Bertie, 14. Earl of Lindsey, 9. Earl of Abingdon (* 1931)

Titelerbe (Heir Apparent) ist der Sohn des aktuellen Titelinhabers, Henry Bertie, Lord Norris (* 1958).

Dessen Heir Apparent ist dessen Sohn Willoughby Bertie (* 1996).